# 헤젠지

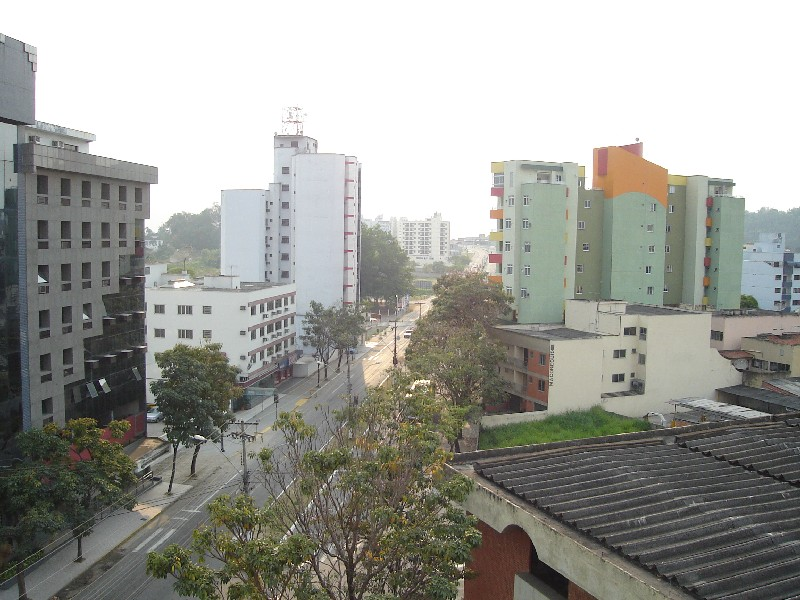
헤젠지

헤젠지(Resende)는 브라질 리우데자네이루주의 도시이다.